# Brotherobryum
Brotherobryum là một chi rêu trong họ Dicranaceae.